# Żuków Pierwszy
Żuków Pierwszy – wieś w Polsce położona w województwie lubelskim, w powiecie lubelskim, w gminie Krzczonów.
W latach 1975–1998 miejscowość administracyjnie należała do ówczesnego województwa lubelskiego.
Wieś stanowi sołectwo gminy Krzczonów. Według Narodowego Spisu Powszechnego z roku 2011 wieś liczyła 228 mieszkańców.
W Żukowie działa OSP, z siedzibą w zabytkowej strażnicy z 1932 r. We wsi znajduje się ośrodek zdrowia, wybudowany w latach 50. XX w. lokalny ośrodek kultury, sklep, przystanek PKS oraz baza pojazdów rolniczych.
Wierni Kościoła rzymskokatolickiego należą do parafii Matki Bożej Królowej Polski w Żukowie.

## Walory przyrodnicze i krajobrazowe
Wieś leży w centrum Krzczonowskiego Parku Krajobrazowego. Nieopodal znajduje się Rezerwat przyrody Las Królewski. Przepływa tędy struga Bełza, dopływ Giełczewki.
Jedna z dróg wiodących z Żukowa Pierwszego do Krzczonowa biegnie przez las porastający osiągające wysokość stu metrów utwory polodowcowe. W okolicy znajdują się leśne źródła (m.in. Śmierdzące) i niewielkie wodospady, a na polach kilka zabytkowych młynów-wiatraków. W lasach pozostały mogiły partyzantów z okresu II wojny światowej.

## Osoby związane z Żukowem
- Stanisław Szacoń – żołnierz Batalionów Chłopskich
- Lech Wójcik – dyplomata
- Józef Franczak ps. „Lalek" − urodzony w pobliskich Kozicach, podczas II wojny światowej prowadził w Żukowie szkolenia partyzantów[11]